# 任嘉莪
任嘉莪（1852年—？年），字樂賢，號孝庭，順天府寧河縣人，光緒三十年進士。

## 生平
- 由廩生中式舉人。
- 光緒三十年（1904年），中式甲辰恩科會試第111名貢士[2]。
- 殿試三甲七十七名進士，覆試二等五十二名，朝考二等六十七名[3]。
- 光緒三十四年（1908年），署汾陽縣知縣[4]。
- 歷任山西神池縣知縣，歷任汾陽縣、芮城縣及直隸臨城縣各知縣[5]
- 民國五年（1916年）5月10日，鎮安左將軍行署顧問官，授中大夫[6]。
- 民國六年（1917年），任吉林督軍署顧問，因在吉林剿辦蒙匪出力，給予六等文虎章[7]。
- 民國六年（1917年）二月，任吉林省立圖書館館長[8]。
- 民國七年（1918年），署理敦化縣知事[9]，11月14日實授[10]。
- 民國十年（1921年），免敦化縣知事[11]。